# Salem (pel·lícula de 2023)
Salem és una pel·lícula fracesa del 2023 dirigida per  Jean-Bernard Marlin. El drama tracta de dues colles de diferents orígens ètnics de les zones socialment desfavorides de Marsella, la guerra de bandes de les quals amenaça l'amor d'una parella jove. Els papers principals van ser interpretats per actors aficionats Dalil Abdourahim i Maryssa Bakoum. La pel·lícula es va estrenar al 76è Festival Internacional de Cinema de Canes al maig de 2023.

## Argument
El jove Djibril és d'origen comorians i viu al barri problemàtic de Les Sauterelles a Marsella. Està enamorat de Camilla, una noia gitana del barri rival de les Grillons. Quan Djibril s'assabenta que la seva xicota està embarassada, li demana un avortament. Creu que aquesta és l'única manera d'evitar una possible guerra de bandes. Quan Djibril presencia l'assassinat d'un dels seus amics, la situació s'agreuja. A poc a poc deriva a la bogeria. Aviat es convenç que una maledicció és la responsable de la desgràcia del seu barri. Aleshores, Djibril decideix quedar-se amb la seva filla a qualsevol preu, perquè només la seva filla pot aturar el caos.

## Repartiment
- Dalil Abdourahim: Djibril als 14 anys
- Oumar Moindjie: Djibril als 26 anys
- Wallenn El Gharbahoui: Ali
- Mohamed Soumare: Shakur als 14 anys
- Rachid Ousseni: Shakur als 26 anys
- Maryssa Bakoum: Camilla als 14 anys
- Inès Bouzid: Camilla als 26 anys
- Amal Issihaka Hali: Gat Negre
- Soilahoudine Ahamadi: Imran amb 20 anys i més
- Anthony Krehmeier: Anthony Romero

## Producció
Salem és el segon llargmetratge del director i guionista de cinema francès Jean-Bernard Marlin, després de la seva obra premiada Shéhérazade (2018). Com en el seu projecte anterior, va seleccionar el conjunt d'actors amb actors aficionats i va tornar a escollir la ciutat portuària de Marsella com a escenari. També va confiar en el càmera Jonathan Ricquebourg i l'editor Nicolas Desmaison per a la producció. Bruno Nahon va participar com a productor, juntament amb l'empresa de Marlin Unité amb la participació de Romain Daubeach i Marine Bergère. Salem va entrar en postproducció  el desembre de 2022.

## Llançament
L'estrena de Salem estava programada per al 25 de maig de 2023, al 76è Festival Internacional de Cinema de Canes, on la pel·lícula va ser seleccionada com a penúltima entrada a la secció Un Certain Regard. El títol s'havia enviat poc menys de dues setmanes abans de l'inici del festival. La pel·lícula va ser distribuïda per Ad Vitam i es va estrenar als cinemes francesos el 29 de maig de 2024. L'empresa Goodfellas s'encarrega dels drets d'explotació internacional.

## Premis
Amb la seva inclusió a la secció Un Certain Regard, Salem és automàticament nominat al seu premi principal.